# Shanhua (Tainan)
Shanhua (chinesisch 善化區, Pinyin Shànhuà Qū, Pe̍h-ōe-jī Siān-hoà-khu) ist ein Bezirk der regierungsunmittelbaren Stadt Tainan im Südwesten der Republik China auf Taiwan.

## Lage und Beschreibung
Shanhua liegt etwa 20 Kilometer nordöstlich der historischen Kernstadt von Tainan, relativ im Zentrum der heutigen vergrößerten Stadt Tainan, in der Jianan-Ebene, einer fruchtbaren, intensiv landwirtschaftlich genutzten Schwemmebene im Westen Taiwans. Im Norden fließt der Fluss Zengwen (曾文溪,  Zēngwén Xī), früher Wanli (灣裡溪,  Wānlǐ Xī), in einem großen Bogen um das Gebiet von Shanhua. 
Die Nachbarbezirke sind im Südwesten Anding, im Nordwesten Madou, im Norden Guantian, im Osten Danei und Shanshang sowie im Süden Xinshi.

## Geschichte
Während der niederländischen Kolonialzeit war das Gebiet unter dem Namen Backloun bekannt und von der indigenen Ethnie der Siraya besiedelt. Im Jahr 1624 wurde hier eine Missionsschule eingerichtet. Der spätere Name Shanhua leitet sich wohl von der Zusammenziehung der Begriffe 善邑,  Shàn yì – „Gute Taten“ und 教化,  Jiào huà – „Bildung“ ab. Zur Zeit der Qing-Herrschaft erhielt die Gegend den Namen Wanli Jie, nach dem nahegelegenen Fluss. Der Fluss begünstigte die Entwicklung, da er die Wasserversorgung der Landwirtschaft garantierte. 
Während der japanischen Herrschaft erfolgten verschiedene Verwaltungsreformen und 1920 wurde die Verwaltungseinheit Zenka-shō (善化庄) gebildet, die 1945 nach Übernahme der Insel Taiwan durch die Republik China zu einer Stadtgemeinde (鎮,  Zhèn) im neu gebildeten Landkreis Tainan transformiert wurde. Mit der Eingliederung des Landkreises in die Stadt Tainan am 25. Dezember 2010 erhielt Shanhua den Status eines Stadtbezirks (區,  Qū).

## Bevölkerung
Mit etwas über 50.000 Einwohnern (Juli 2024) gehört Shanhua zu den Stadtbezirken Tainans mit mittlerer Bevölkerungszahl. Die Bevölkerung nahm in den Jahrzehnten zwischen 1980 und 2010 bedingt durch die Lage in der Agglomeration der Kernstadt zu. Der Anteil der Angehörigen indigener Völker an der Bevölkerung lag Ende 2017 bei 0,5 %.
| Gliederung Shanhuas |
|                     |

## Verwaltungsgliederung

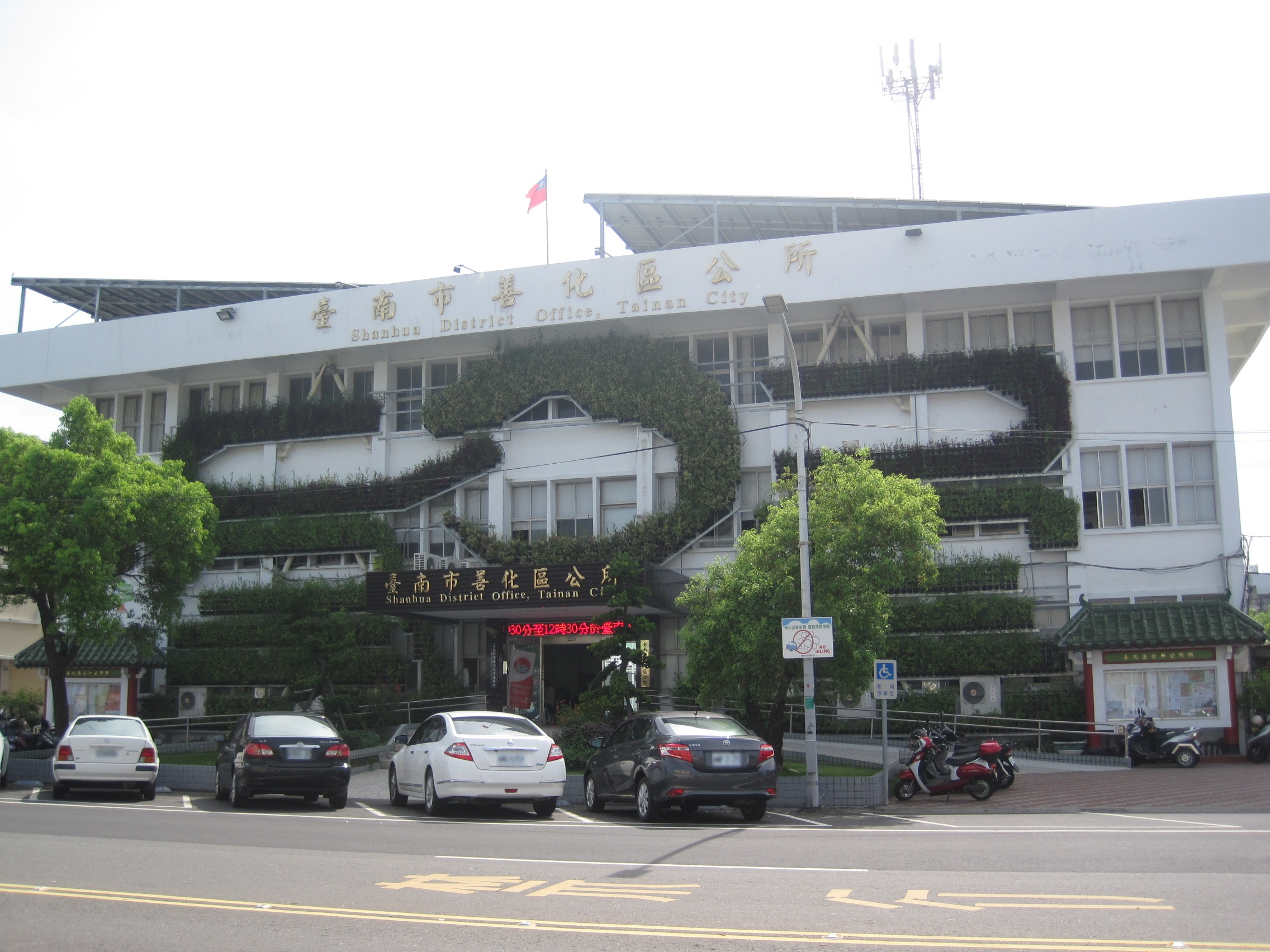
Bezirksamt von Shanhua

Shanhua ist in 20 Ortsteile (里,  Lǐ) gegliedert. Die Grenzen der Ortsteile wurden in zwei Phasen am 29. Januar 2018 und am 30. April 2018 neu gezogen.
1. Donguan (東關里)

2. Dingjie (頂街里)

3. Wenzheng (文正里)

4. Shenai (什乃里)

5. Tianliao (田寮里)

6. Guangwen (光文里)

7. Zuajia (坐駕里)

8. Liantan (蓮潭里)

9. Xiaoxin (小新里)

10. Jianan (嘉南里)

11. Niuzhuang (牛庄里)

12. Jiabei (嘉北里)

13. Changlong (昌隆里)

14. Liude (六德里)

15. Liufen (六分里)

16. Ximei (溪美里)

17. Hujia (胡家里)

18. Hucuo (胡厝里)

19. Nanguan (南關里)

20. Wenchang (文昌里)

## Verkehr

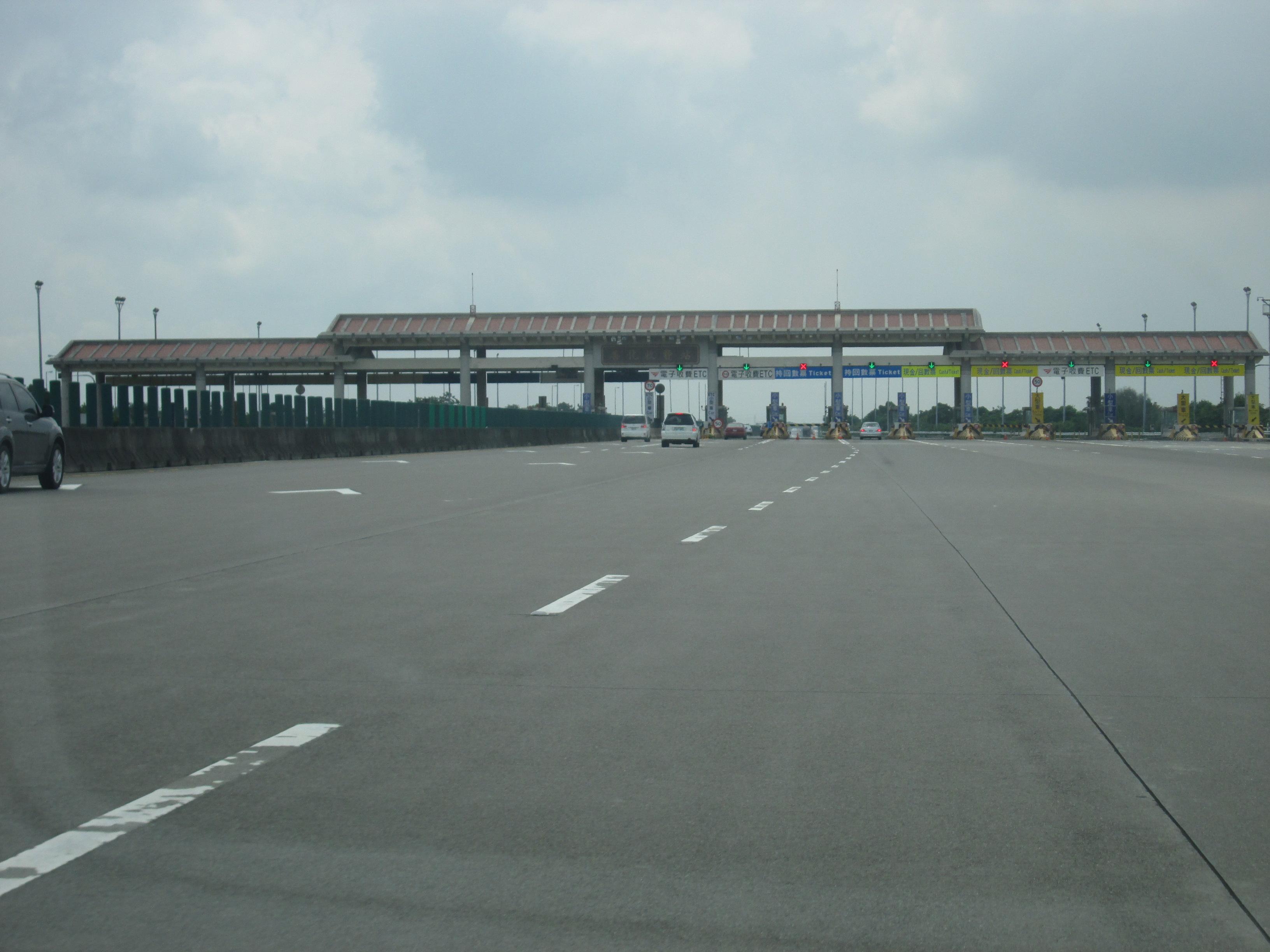
Mautstelle der Nationalstraße 3 in Shanhua

Am östlichen Rand des Bezirks verläuft die Nationalstraße 3 (Autobahn) in Nord-Süd-Richtung. In etwa 1 Kilometer Abstand verläuft westlich parallel dazu die Provinzstraße 1. Im Westen des Bezirks läuft die Provinzstraße 19A (19甲) ebenfalls weitgehend in Nord-Süd-Richtung. Die wichtigste Ost-West-Verbindung ist die Kreisstraße 178, die alle zuvor genannten Straßen kreuzt.

## Wirtschaft

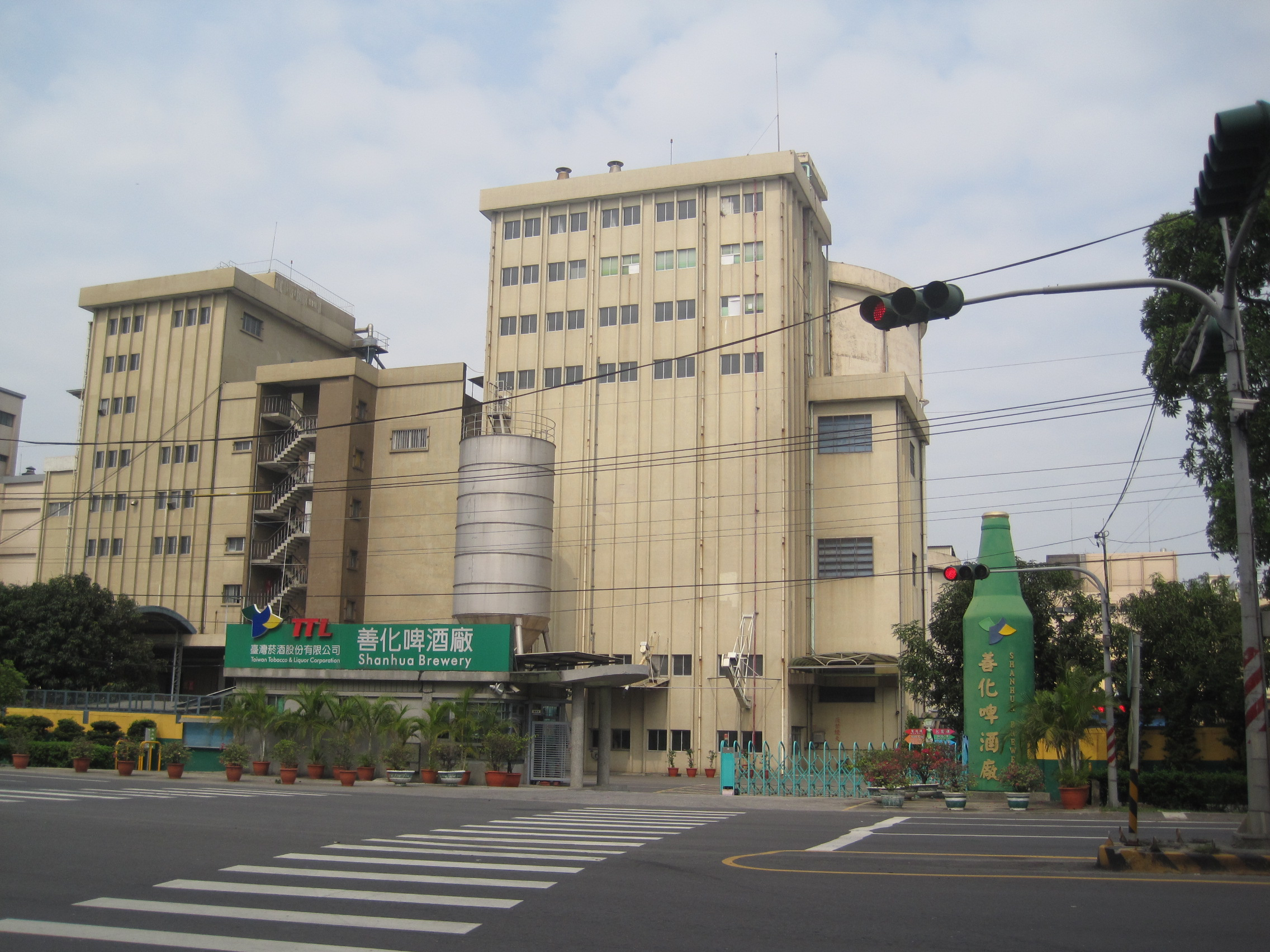
Gebäude der Shanhua-Brauerei (善化啤酒廠,)

Die Landwirtschaft hat immer noch erhebliche Bedeutung. Angebaut werden Süßkartoffeln, Maniok und Zuckerrohr. Die beiden erstgenannten werden zum erheblichen Teil in örtlichen Produktionsanlagen zu Süßkartoffel- bzw. Tapiokastärke verarbeitet. Shanhua ist ein Zentrum der Reisbier-Brauerei in Taiwan. Die örtliche Shanhua-Brauerei produziert fast 40 Prozent des Bierausstoßes Taiwans. Weitere Agrarprodukte sind Wassermelonen (hauptsächlich in Liufen), Erdnüsse (hauptsächlich Xiaoxin und Nizhuang), Erdbeeren (hauptsächlich in Xiaoxin) und Flachs. Shanhua gehört zusammen mit Xigang und Anding zu den drei Hauptanbaugebieten für Flachs in Taiwan.
In Shanhua befindet sich ein Standort des Tainan-Wissenschaftsparks, eines Teils des Südtaiwan-Wissenschaftsparks.

## Besonderheiten und touristische Ziele
In Shanhua findet sich eine Anzahl von verschiedenen kleineren Tempeln. Bekannter sind der der Meeresgöttin Mazu geweihte Qing’an-Tempel (慶安宮,  Qìng’ān gōng). Der Tempel soll sich an der Stelle befinden, wo sich früher die niederländische Missionsschule befand. Als mutmaßlicher Überrest der Schule befindet sich vor dem Tempel ein „niederländischer Brunnen“ (荷蘭井,  Hélán jǐng). Die Anfänge des Tempels gehen auf die Herrschaftszeit Kangxis (1661 bis 1722) zurück. Der Tempel wurde jedoch im Laufe der Zeit mehrfach umgebaut, teilweise abgerissen und wieder neu erbaut.
Im Bereich der Shanhua-Brauerei befindet sich ein kleines Biermuseum und die Brauerei kann zum Teil besichtigt werden. Im kleinen Zuckermuseum wird über die Geschichte der Zuckerindustrie informiert und auch die ehemalige Zuckerfabrik kann teilweise besichtigt werden.

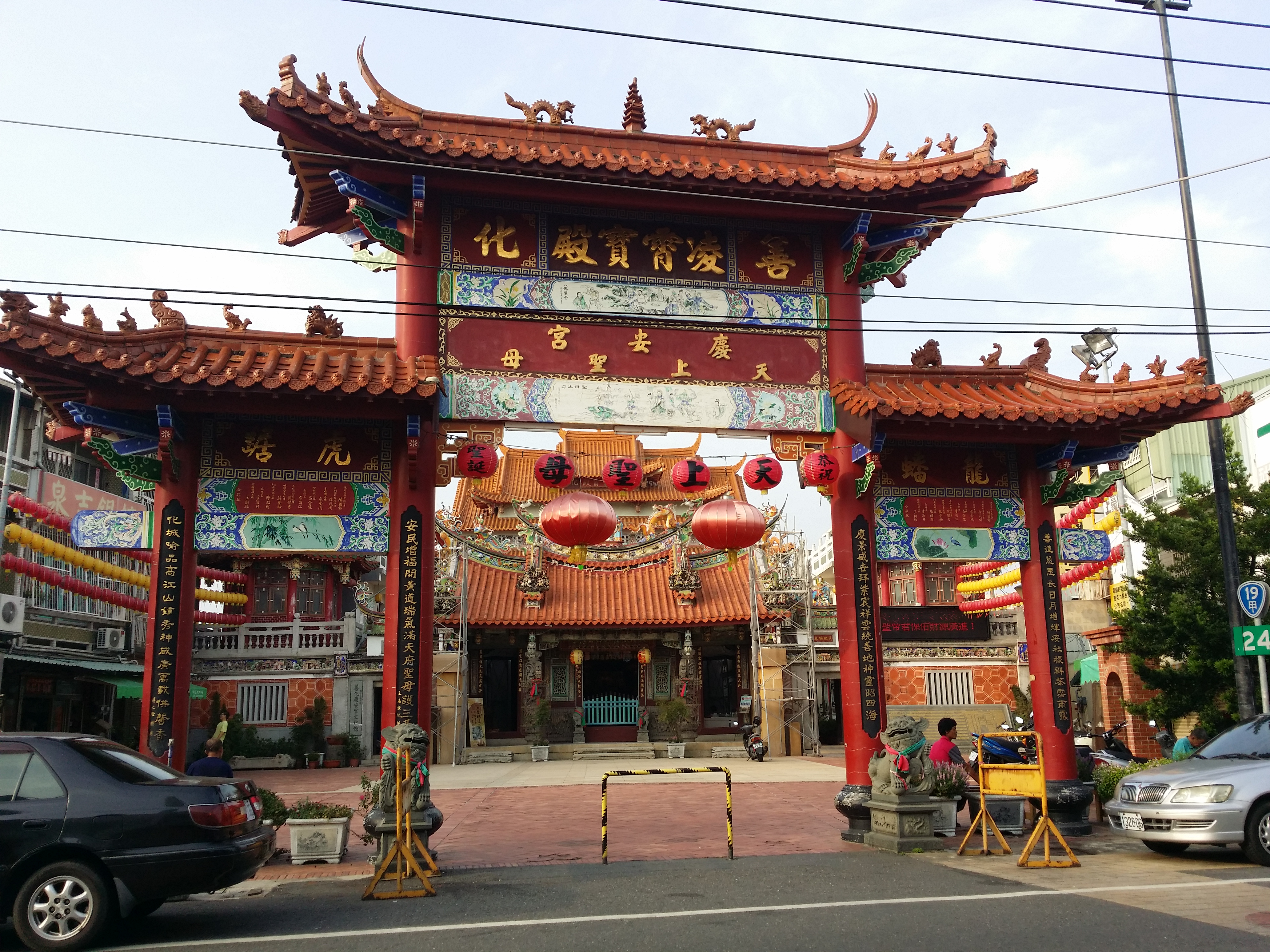
Qing’an-Tempel
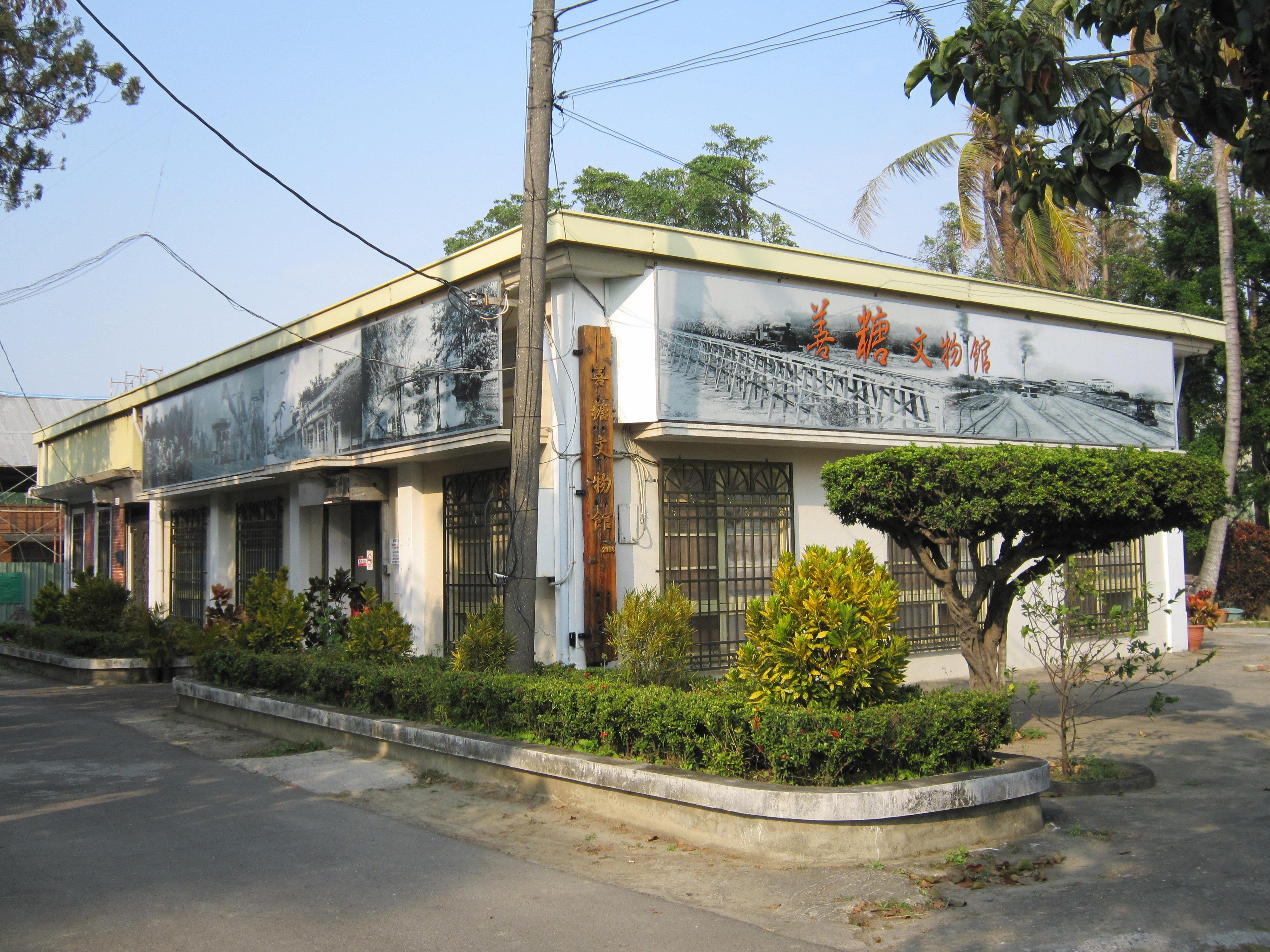
Zucker-Museum